# Panthéon de Mtatsminda

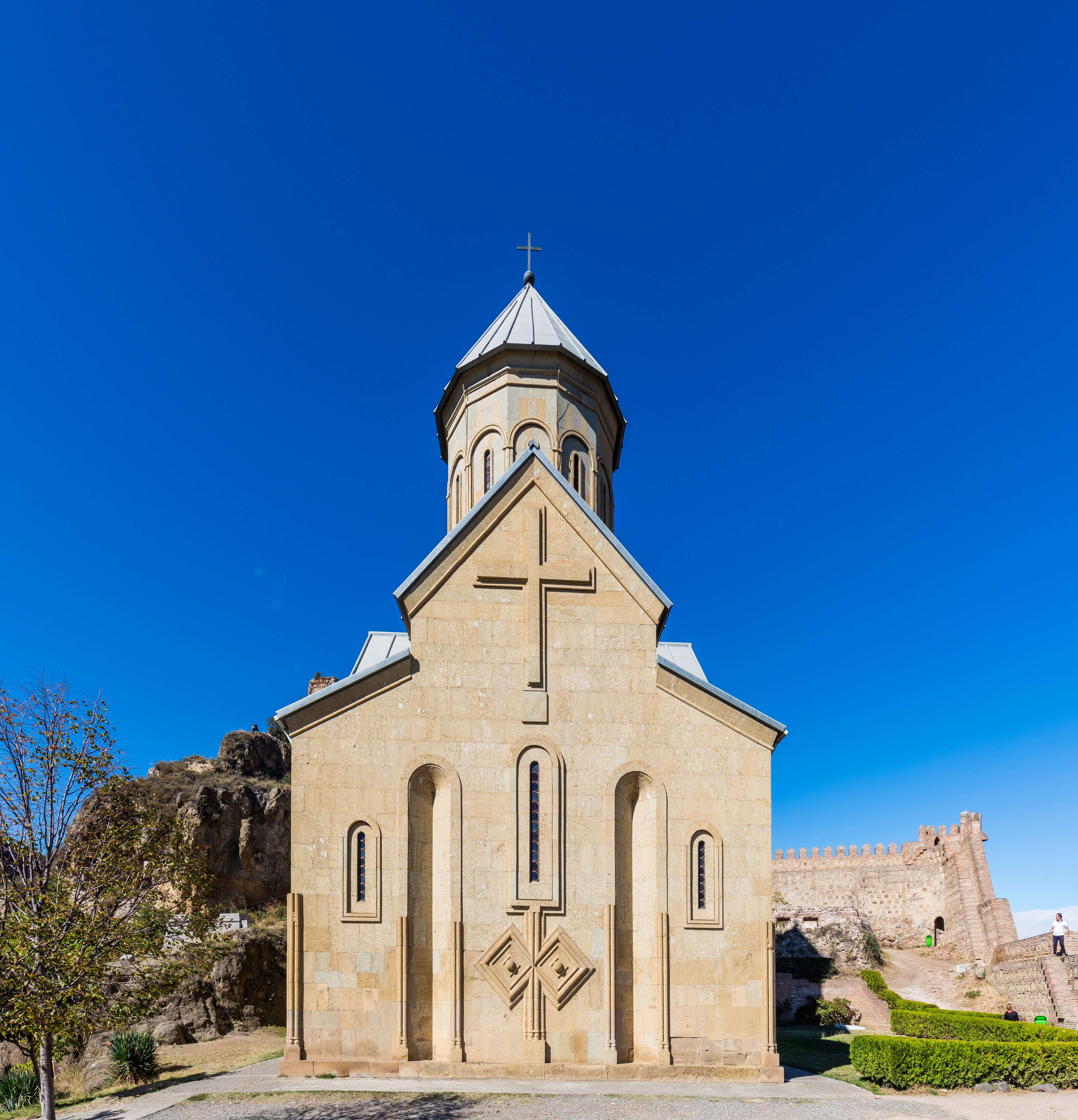
L'église Saint-David

Le Panthéon de Mtatsminda (en géorgien : მთაწმინდის პანთეონი) est le panthéon national géorgien. C'est un cimetière autour de l'église de Mama Daviti (Saint-David ou père David) sur le versant du mont Mtatsminda (la Sainte Montagne) à Tbilissi.

## Histoire
Au XIXe siècle, c'est la nécropole réservée à l'aristocratie géorgienne. L'idée d'établir un panthéon apparaît en 1915 au moment de l'inhumation d'Akaki Tsereteli. Il est inauguré officiellement en 1929, à l'occasion du centenaire de la mort d'Alexandre Griboïedov. En 1930, le pouvoir soviétique en élimine les tombes des généraux et hauts fonctionnaires du régime impérial. 
Après que la Géorgie retrouve son indépendance, un nouveau remaniement des sépultures a lieu. Les anciens bolcheviks sont exhumés et enterrés ailleurs, libérant la place aux dissidents et représentants du mouvement indépendantiste. Toutefois, la tombe de la mère de Josef Staline, Ekaterina Gueorguievna Gueladzé s'y trouve toujours.

## Personnalités inhumées
Le panthéon abrite les tombes d'hommes et de femmes célèbres en Géorgie, particulièrement des écrivains et des personnalités politiques.

### Écrivains et personnalités publiques
- Alexandre Griboïedov (1795–1829), écrivain russe
- Solomon Dodachvili (1805–1836), philosophe, journaliste, historien, grammairien, écrivain
- Nino Tchavtchavadzé (1812–1857), princesse, épouse d'Alexandre Griboïedov
- Dimitri Kipiani (1814–1887), journaliste et homme public
- Ilia Tchavtchavadzé, (1837-1907), saint Élie le Juste, écrivain et homme public
- Akaki Tsereteli (1840-1915), poète
- Olga Gouramichvili (1840-1927), épouse d'Ilia Tchavtchavadzé
- Kéké Geladzé (1858-1937), mère de Joseph Staline
- Niko Nikoladzé (1843–1928), journaliste et mécène
- Davit Eristavi (1847–1890), journaliste, traducteur et scénariste (inhumé en 1930)
- Davit Kldiashvili (1862–1931), écrivain
- Zakaria Chichinadzé (1853–1931), historien et éditeur
- Anastasia Toumanichvili-Tseretlisa (1849–1932), romancière
- Vasil Barnovi (1856–1934), romancier
- Vaja-Pchavela (1861–1915), poète (ses cendres sont transférées depuis le panthéon de Didube en 1935)
- Nikoloz Baratachvili (1817-1844), poète (ses cendres sont transférées depuis le panthéon de Didube en 1938)
- Iakob Gogebachvili (1840–1912), écrivain et éducateur (ses cendres sont transférées depuis le panthéon de Didube en 1940)

### Écrivains de l'ère soviétique
- Shalva Dadiani (1874–1959), acteur et dramaturge
- Galaktion Tabidze (1892-1959)
- Leo Kiacheli (1884–1963)
- Ioseb Grichachvili (1889–1965)
- Guiorgui Léonidzé (1899–1966)
- Simon Chikovani (1902–1966)
- Otar Chiladze (1933–2009)
- Nodar Doumbadze (1928-1984) y est inhumé en 2009.

### Écrivains contemporains
- Ana Kalandadze (1924–2008), poétesse
- Mukhran Machavariani (1929-2010), poète
- Chabua Amirejibi (1921–2013), dissident et écrivain
- Bachana Bregvadze (1936-2016), philosophe, écrivain et traducteur
- Jansug Tcharkviani (1931-2017), poète et homme politique

### Artistes
- Vaso Abachidze (1854–1926), acteur et directeur de théâtre
- Ivane Paliachvili (1868–1934), chef d'orchestre
- Iakob Nikoladze (1876–1951), sculpteur
- Koté Mardjanichvili (1872-1933), directeur de théâtre et cinéaste, y est inhumé en 1964
- Sergo Zakariadze (1907–1971), acteur
- Akaki Khorava (1895–1972), acteur
- Mikhaïl Tchiaoureli (1894-1974), réalisateur
- Lado Goudiachvili (1896–1980), peintre
- Veriko Anjaparidze (1897–1987), actrice de théâtre et de cinéma, épouse de Mikhaïl Tchiaoureli.
- Vakhtang Chabukiani (1910–1992), danseur de ballet

### Érudits
- Alexandre Tsagareli (1844–1929), linguiste
- Mose Janachvili (1855–1934), historien
- Grigol Tsereteli (1870–1938), papyrologue
- Simon Janachia (1900–1947), historien
- Ekvtimé Takhaïchvili (1863–1953), historien et archéologue
- Nikoloz Berdzenichvili (1894–1965), historien

### Scientifiques
- Nikolas Muckhelichvili (1891–1976), mathématicien
- Ilia Vekoua (1907–1977), mathématicien

### Héros et personnalités politiques
- Merab Kostava (1939–1989), poète, dissident et héros national
- Kakoutsa Tcholokhachvili (1888–1930), héros national et opposant au régime soviétique (ses cendres sont transférées en 2005)
- Zviad Gamsakhurdia (1939–1993), dissident et premier président élu du pays (ses cendres sont transférées en 2007)

## Mémoriaux
Le 21 septembre 2011, un mémorial signé de Nikoloz Maisuradze est inauguré pour honorer la mémoire de plusieurs personnalités victimes des Grandes Purges. 
- Sandro Akhmeteli (1886-1937), homme de théâtre
- Dimitri Chevardnadze (1885-1937), peintre
- Mikheil Djavakhichvili (1880-1937), écrivain
- Vakhtang Kotetichvili (1893-1937), critique littéraire, folkloriste et sculpteur
- Evgueni Mikeladze (1906-1937), chef d'orchestre
- Titsian Tabidze (1895-1937), poète